# Paulo (notário)
Paulo (em latim: Paulus) foi um oficial do século VI, ativo durante o reinado do imperador Justino I (r. 518–527). Era um apoiante de Vitaliano e serviu-lhe como notário. Foi assassinado com Vitaliano e Celeriano, sob ordens do imperador, nas dependências do Grande Palácio de Constantinopla em julho de 520.